# 友光哲也
友光 哲也（ともみつ てつや）は、関西を中心に活動する放送作家。兵庫県宝塚市出身。兵庫県立宝塚東高等学校卒業。

## 現在の担当番組

### テレビ番組
- 胸いっぱいサミット!（関西テレビ）
- マヨなか笑人（読売テレビ）
- 街頭TV 出没!ひな壇団（RCCテレビ）
- アキナ・和牛・アインシュタインのバツウケテイナー（サンテレビ）

## 過去の担当番組

### テレビ番組
- 冒険チュートリアル（関西テレビ）
- マヨブラジオ（読売テレビ）
- キャラもん（読売テレビ）
- 真夜中パンチィ（毎日放送）
- ソガのプワジ（毎日放送）
- まぶしいチカラ（毎日放送）
- ロケみつ〜ロケ×ロケ×ロケ〜（毎日放送）
- パテナの神様!（毎日放送）
- もってる!? モテるくん（読売テレビ）
- ジャルやるっ!（関西テレビ）
- たかじん胸いっぱい（関西テレビ）
- ニッポンのぞき見太郎 あなたは多数派?少数派?（関西テレビ）